# O Pequeno Génio do Beisebol
Miracle Giants Dome-kun (ミラクル・ジャイアンツ童夢くん), também escrito como Miracle Giants Domu-kun, é uma série de anime baseada no mangá de Shotaro Ishinomori, que segue as aventuras de Dome Shinjo, um garoto de 10 anos de idade que é filho de um falecido jogador lendário do Yomiuri Giants. Em Portugal a série passou pela RTP1 e pela RTP2 entre 1993/1994 sob o título de O Pequeno Génio do Beisebol.